# Lage brug
De Lage brug (brug 1997) is een zowel artistiek als bouwkundig kunstwerk in Amsterdam-Oost. De naam verwijst naar de gelijktijdig gebouwde Hoge brug (brug 1998) vierhonderd meter oostwaarts. Die brug kreeg al snel na oplevering in de volksmond de titel Pythonbrug, zodat de aangehaalde tegenstelling langzaam verloren gaat. Samen met de Korte brug (brug 1999) worden beide aangeduid als Borneobruggen.  
De Lage brug is gespannen over het Spoorwegbassin in het Oostelijk Havengebied en verbindt de Panamakade op het schiereiland Sporenburg met de Stuurmankade op het Borneo-eiland. De brug werd in 2001 opgeleverd.
De felrode brug overspant het 93 meter Spoorwegbassin en werd ontworpen door Adriaan Geuze van het architectenbureau West 8 dat ook woningen in de buurt heeft ontworpen. Onder water kruist de Piet Heintunnel zowel de Lage als Hoge brug.
De Lage brug heeft eenzelfde grillig uiterlijk als de hoge brug, maar is dus veel lager. De houten overspanning rustend op stalen frames is in één lange versie opgebouwd. De brug rust op twee landhoofden weggewerkt in de kades; verder rust ze op twee betonnen voeten. Het is een zogenaamde tralieliggerbrug. De overspanning wordt gedragen door stalen T-profielen bijeengehouden door kruisverbanden. Daarop zijn de plankiers gelegd. Ook de lantaarns zijn kunstzinnig uitgevoerd; ze moeten je laten denken aan staande lange vogels die op een brugleuning staan. Bijzonder is dat de balustrades/leuningen aan het begin naar binnen staan, vervolgens naar buiten wijken en daarna weer naar binnenstaand eindigen.
Door de veel lagere hellingshoek kunnen voetgangers, die geen gebruik kunnen of willen maken van de Pythonbrug naar deze brug uitwijken.
Aan de noordzijde van de brug staat het gebouw The Whale. 

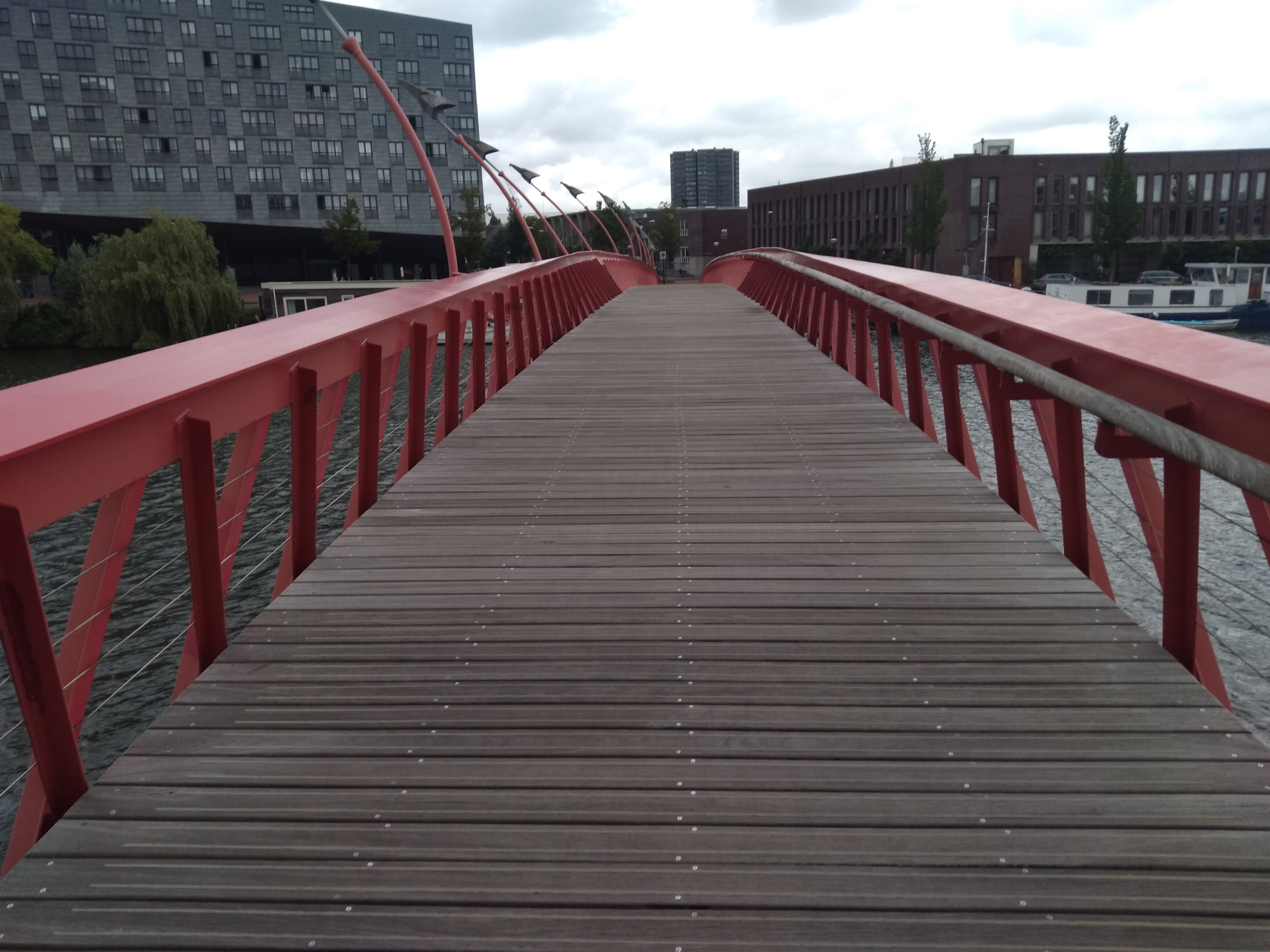
Wijkende leuningen (augustus 2021)

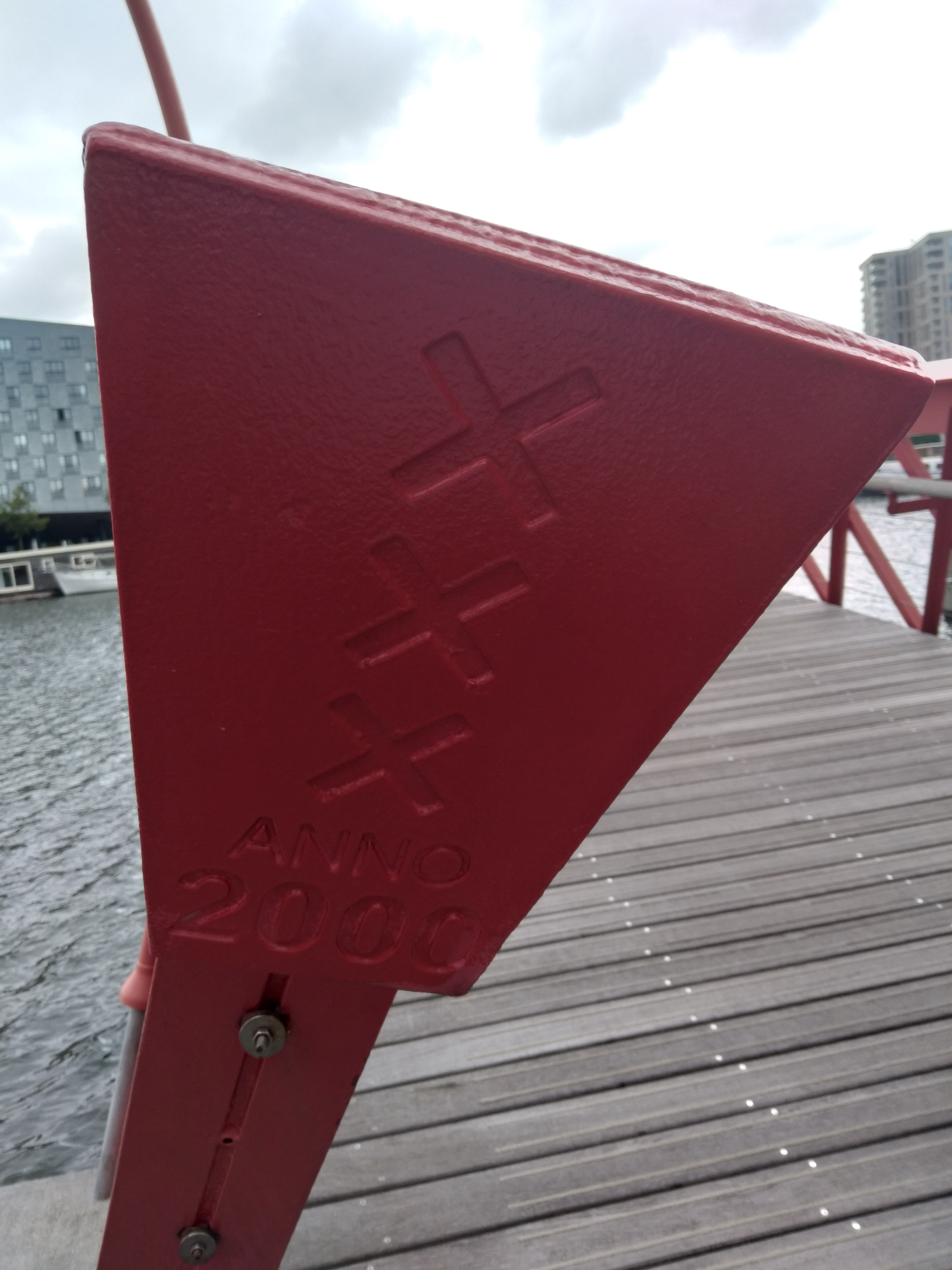
Andreaskruisen op brug (augustus 2021)

<<< · 1900 · 1901 · 1902 · 1904 · 1906 · 1907 · 1908 · 1909 · 1910 · 1911 · 1913 · 1914 · 1915 · 1916 · 1917 · 1919 · 1920 · 1922 · 1923 · 1925 · 1927 · 1929 · 1930 · 1931 · 1932 · 1933 · 1935 · 1936 · 1937 · 1938 · 1939 · 1940 · 1941 · 1942 · 1944 · 1945 · 1946 · 1947 · 1948 · 1949 · 1950 · 1951 · 1952 · 1953 · 1954 · 1955 · 1956 · 1957 · 1958 · 1959 · 1960 · 1961 · 1962 · 1963 · 1964 · 1965 · 1966 · 1967 · 1968 · 1969 · 1970 · 1971 · 1972 · 1973 · 1974 · 1975 · 1976 · 1977 · 1978 · 1979 · 1980 · 1981 · 1982 · 1983 · 1984 · 1985 · 1986 · 1987 · 1988 · 1989 · 1990 · 1991 · 1992 · 1993 · 1994 · 1995 · 1996 · 1997 · 1998 · 1999 · >>>
Brugnummers 1903, 1905, 1912, 1918, 1921, 1924, 1926, 1928, 1934, 1943 zijn niet (meer) in gebruik (januari 2021)